# Carthage (Dakota del Sud)
Carthage és una població dels Estats Units a l'estat de Dakota del Sud. Segons el cens del 2000 tenia 187 habitants.

## Demografia
Segons el cens del 2000, Carthage tenia 187 habitants, 98 habitatges, i 52 famílies. La densitat de població era de 49,5 habitants per km².
Dels 98 habitatges en un 14,3% hi vivien nens de menys de 18 anys, en un 49% hi vivien parelles casades, en un 4,1% dones solteres, i en un 46,9% no eren unitats familiars. En el 43,9% dels habitatges hi vivien persones soles el 28,6% de les quals corresponia a persones de 65 anys o més que vivien soles. El nombre mitjà de persones vivint en cada habitatge era d'1,91 i el nombre mitjà de persones que vivien en cada família era de 2,63.
Per edats la població es repartia de la següent manera: un 16% tenia menys de 18 anys, un 6,4% entre 18 i 24, un 16% entre 25 i 44, un 26,2% de 45 a 60 i un 35,3% 65 anys o més.
L'edat mediana era de 51 anys. Per cada 100 dones de 18 o més anys hi havia 84,7 homes.
La renda mediana per habitatge era de 27.679 $ i la renda mediana per família de 32.917 $. Els homes tenien una renda mediana de 26.750 $ mentre que les dones 15.938 $. La renda per capita de la població era de 15.100 $. Entorn del 13,2% de les famílies i el 17,4% de la població estaven per davall del llindar de pobresa.

## Poblacions més properes
El següent diagrama mostra les poblacions més properes.